# Jerzy Piekarski
Jerzy Piekarski (ur. 1947, zm. 5 września 2020) – polski działacz samorządowy i farmaceuta, w latach 1988–1990 prezydent Jeleniej Góry.

## Życiorys
Ukończył studia farmaceutyczne. Przez wiele lat prowadził wraz z żoną Ewą aptekę w Jeleniej Górze. Wieloletni członek Dolnośląskiej Izby Aptekarskiej. Od marca 1988 do czerwca 1990 zajmował stanowisko ostatniego komunistycznego prezydenta Jeleniej Góry.
9 września 2020 pochowany na nowym cmentarzu komunalnym przy ul. Sudeckiej w Jeleniej Górze.